# St. Michael (Kochel am See)

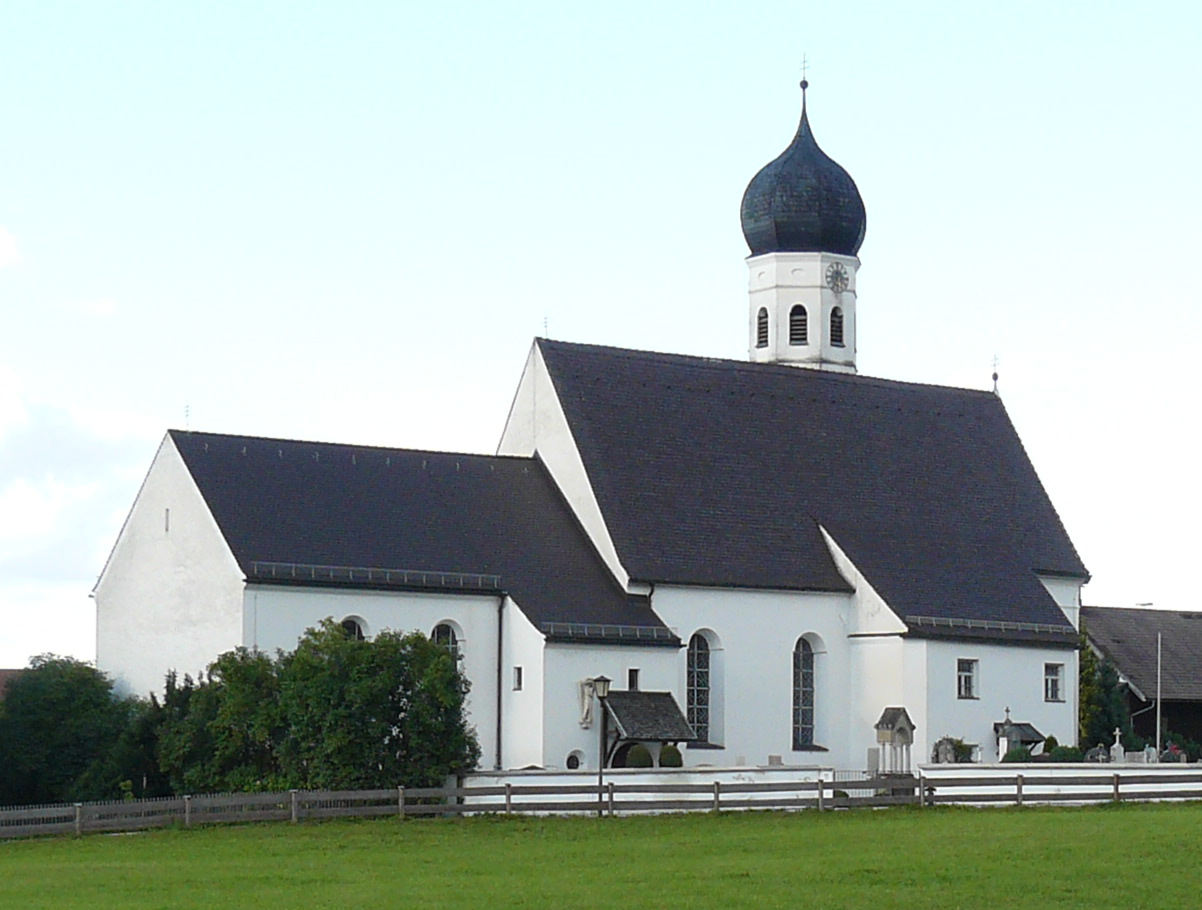
St. Michael von Südwesten

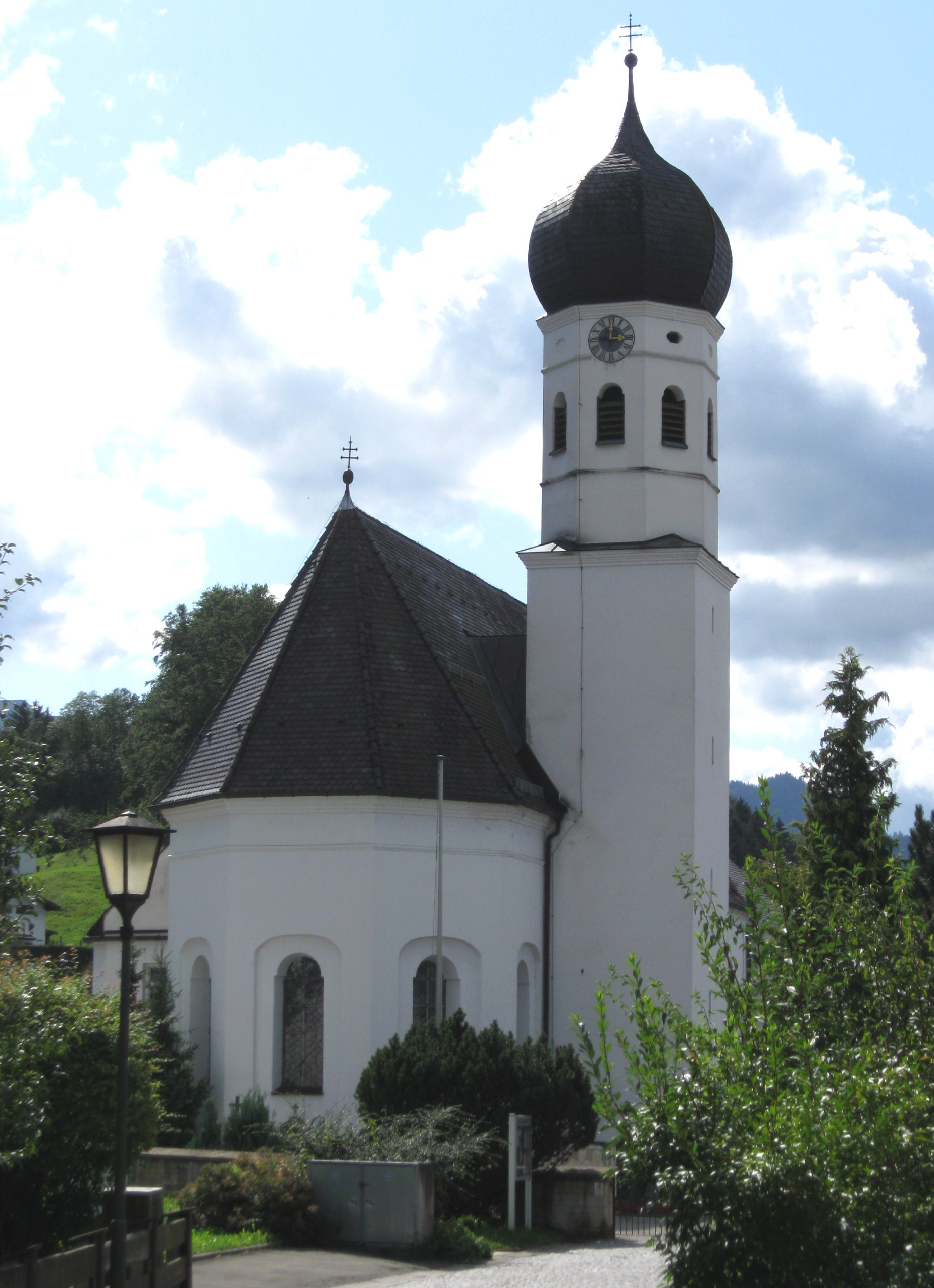
St. Michael von Osten

Die römisch-katholische Pfarrkirche St. Michael steht in Kochel am See im oberbayerischen Landkreis Bad Tölz-Wolfratshausen. Das denkmalgeschützte Gotteshaus gehört mit der Pfarrei Kochel am See zum Dekanat Benediktbeuern des Bistums Augsburg. Die Adresse lautet Pfarrer-Hartmann-Weg 5.

## Geschichte

St. Michael vor der Erweiterung von Südwesten, 1929

Aus dem Jahr 1071 stammt der Bericht von der Einweihung einer St.-Michaels-Kirche in Kochel, der Kern der heutigen Kirche entstand um 1521 im spätgotischen Stil. In den Jahren 1670 bis 1672 wurde der Turmaufsatz in oktogonaler Form barockisiert, 1688 bis 1690 wurde auch das Langhaus in barocker Form neu erbaut. Beide Maßnahmen erfolgten unter dem Baumeister Caspar Feichtmayr. Ab 1723 folgte bis etwa 1780 die Ausschmückung mit Stuck durch Mitarbeiter von Johann Baptist Zimmermann und Malereien von Johann Hell.
Da ab Ende des 19. Jahrhunderts die Bevölkerung von Kochel am See beständig wuchs, wurde eine Erweiterung der Kirche notwendig, welche 1930 erfolgte.

## Beschreibung und Ausstattung

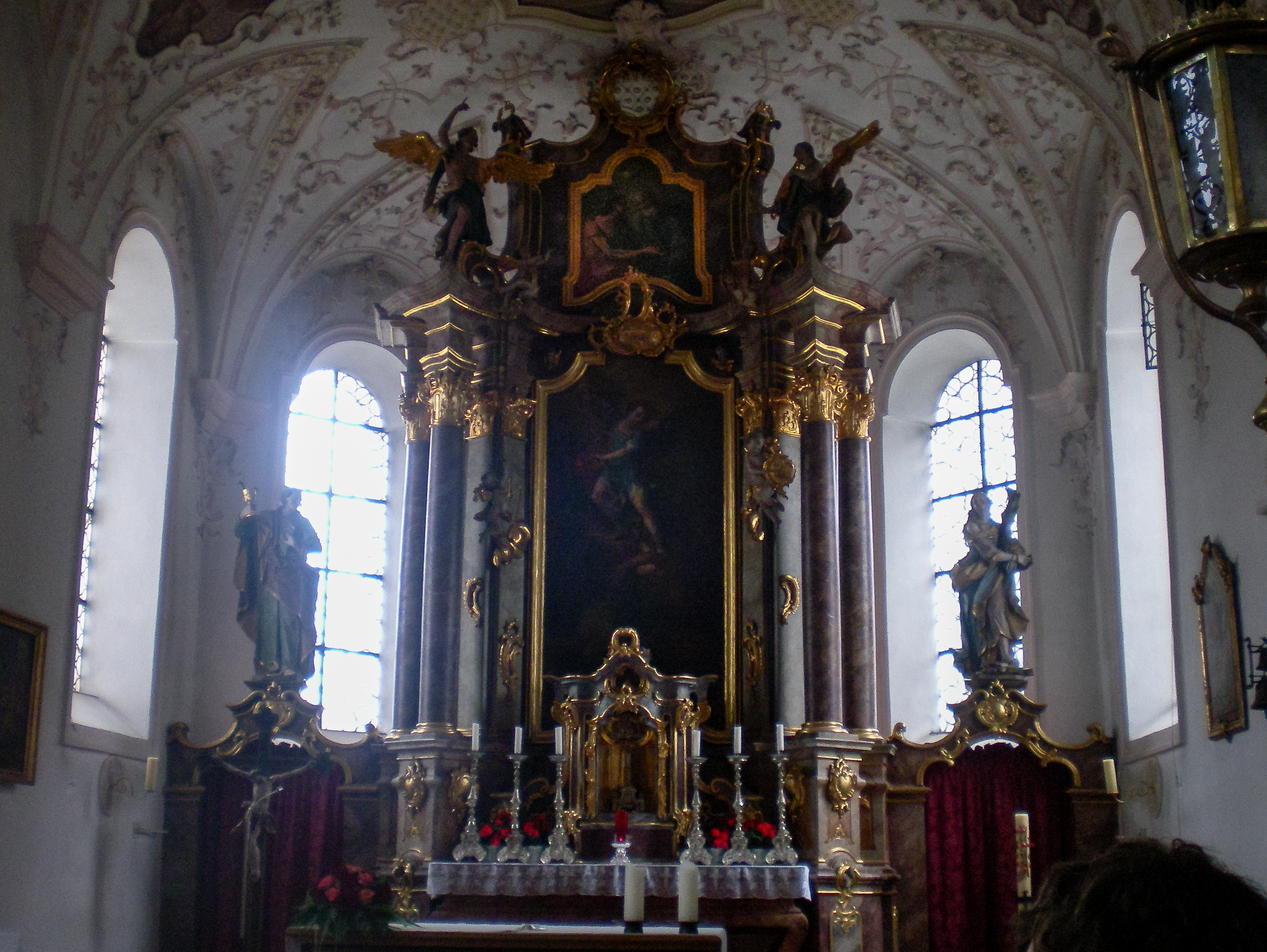
Hochaltar

An die barocke Saalkirche ist nördlich der Zwiebelturm angeschlossen, dessen Unterbau noch von der romanischen Kirche stammt. Der spätgotische Chor ist etwas eingezogen. Äußerlich ist die Kirche in schlichtem Weiß gehalten.
Die um 1780 entstandene klassizistische Kanzel stammt aus der im Zuge der Säkularisation abgebrochenen Pfarrkirche von Benediktbeuern.
Die Altäre entstanden ab 1767 neu, die heutigen Seitenaltäre wurden 1930 eingefügt und dabei die Altarbilder von 1863 übernommen. Weiters bemerkenswert sind das Taufbecken von 1710, ein Gemälde des Schweißtuchs der Veronika von Jacopo Amigoni (1725) sowie Buntglasfenster der Geburt und Auferstehung Jesu Christi.
In zehn Fresken ist das Wirken des Erzengels Michael dargestellt.
Im Friedhof, der die Kirche umgibt, befindet sich unter anderem das Grab des Malers Franz Marc.

### Orgel

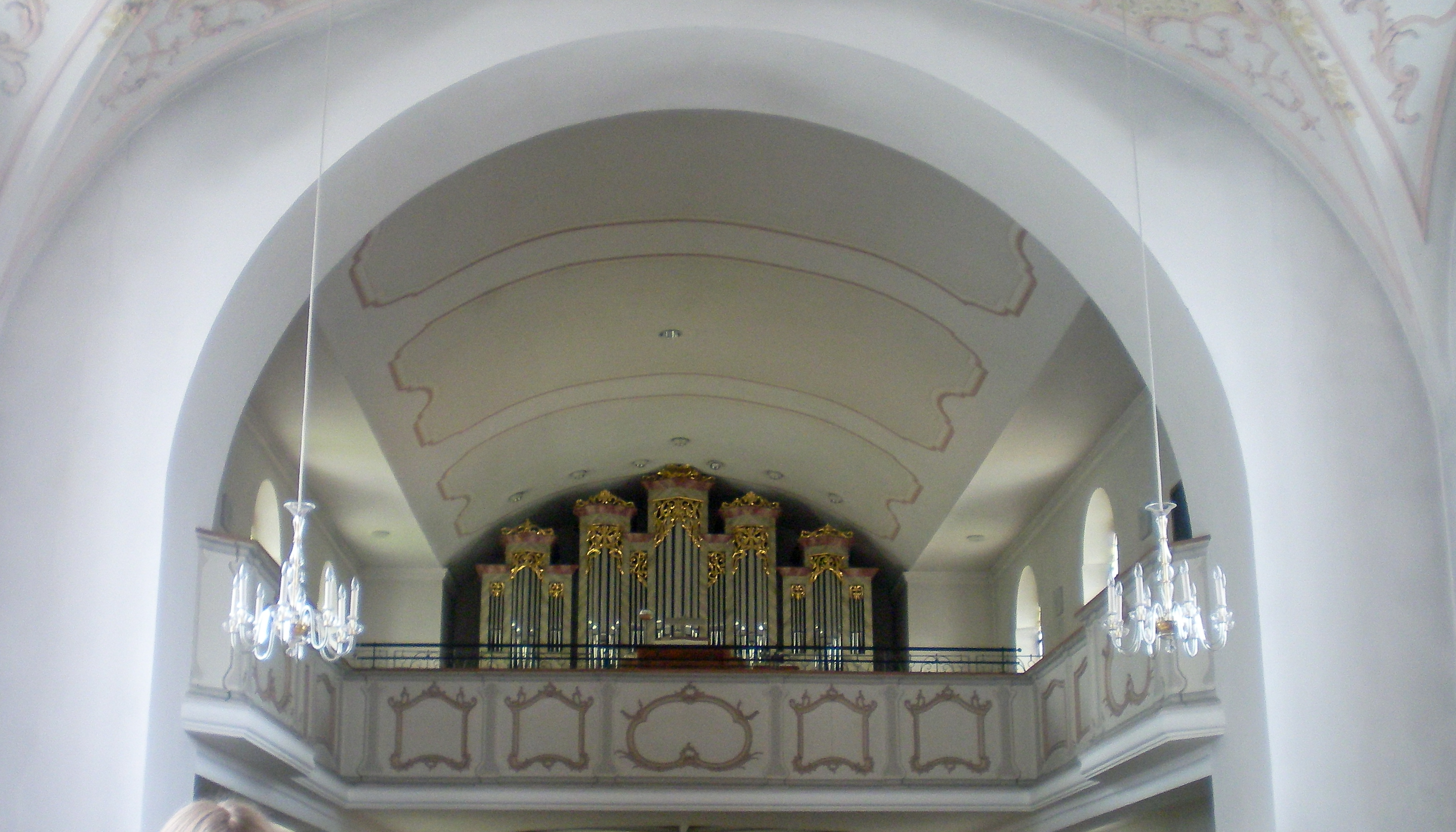
Blick in den Erweiterungsbau von 1930 zur Orgel

Die Orgel mit mechanischer Spiel- und elektrischer Registertraktur wurde 1987 von Maximilian Offner aus Kissing gebaut.
| I Hauptwerk C–g3 |       |
| Prinzipal        | 8′    |
| Rohrflöte        | 8′    |
| Oktave           | 4′    |
| Blockflöte       | 2′    |
| Sesquialter II   |       |
| Mixtur V         | 1 ⁄3′ |
| Trompete         | 8′    |

| II Schwellwerk C–g3 |       |
| Gedeckt             | 8′    |
| Salicet             | 8′    |
| Hohlflöte           | 4′    |
| Prinzipal           | 2′    |
| Sifflöte            | 1 ⁄3′ |
| Zimbel III          | 2⁄3′  |
| Krummhorn           | 8′    |
| Tremolo             |       |

| Pedal C–f1 |     |
| Subbass    | 16′ |
| Oktavbass  | 8′  |
| Choralbass | 4′  |
| Bassflöte  | 2′  |
| Fagott     | 16′ |
| Klarine    | 4′  |

- Koppeln: II/I, I/P, II/P
- Spielhilfen: zwei freie Kombinationen, Tutti, Crescendowalze, Zungeneinzelabsteller

### Glocken
Im Turm befinden sich fünf Glocken, zwei davon stammen aus dem Barock.
| Nr. | Name                    | Gießer                        | Gussort    | Gussjahr | Schlagton |
| --- | ----------------------- | ----------------------------- | ---------- | -------- | --------- |
| 1   |                         | Glockengießerei Hamm-Hofweber | Regensburg | 1949     | fis1      |
| 2   | Hl. Michael             | Glockengießerei Hamm-Hofweber | Regensburg | 1949     | gis1      |
| 3   |                         | Glockengießerei Hamm-Hofweber | Regensburg | 1949     | h1        |
| 4   |                         | Ignaz Daller                  | München    | 1790     | cis2      |
| 5   | Hll. Josef und Ignatius | Ignaz Daller                  | München    | 1790     | eis2      |